# Хайнрих от Аквилея
Хайнрих от Аквилея/Хайнрих фон Бибург  (на немски: Heinrich von Aquileia; на италиански: Enrico di Biburgo; † 28 март 1084) е патриарх на Аквилея (1077 – 1084) по времето на Борбата за инвеститура след събитията от Каноса (януари 1077).

## Произход и управление
Той е от баварския род фон Бибург (при Абенсберг в Бавария), който е роднина с графовете фон Шайерн.
Хайнрих е катедрален-хер в Аугсбург и в кралския дворцов параклис. Той е доверено лице на крал Хайнрих IV. На 8 септември 1077 г. крал Хайнрих IV го поставя като патриарх след Зигхард от Аквилея († 12 август 1077), въпреки несъгласието на клира и жителите на Аквилея. Патриарх Хайнрих остава в Германия. През есента той е в двора на краля в Бавария. Следващата година през януари той участва в битката при Фларххайм (27 януари), в която крал Хайнрих прави опит да покори избрания през 1077 г. за гегенкрал Рудолф Швабски и неговите поддръжници. Той придружава краля до Рим и от там през Сиена до Лука (юли 1081). Там, от благодарност за службата му, кралят му дава епископствата Триест и Паренцо с всички права. През 1081 г. Хайнрих е в Парма до краля, също в похода против Рим през февруари 1082 г. През 1083 г. той е в двора на крал Хайнрих в Рим.
Хайнрих умира на 28 март 1084 г., няколко дена преди короноването на Хайнрих IV за император от папа Климент III на Великден (31 март). Последван е като патриарх от Фридрих II от Бохемия († 1086).